# Вассенар Обдам, Якоб ван
Якоб ван Вассенар, барон Обдам (нидерл. Jacob van Wassenaer Obdam; 1610, Гаага — 13 июня 1665, Лоустофт) — голландский лейтенант-адмирал, верховный главнокомандующий объединённого флота Нидерландов, живший в XVII столетии.

## Юные годы
Якоб родился в 1610 году и был старшим сыном в семье лейтенант-адмирала Якоба ван Вассенара Дювенворда. В 1631 году он поступил на службу в армии. В 1643 году он стал дростом (управляющим) Хёсдена, значимого укреплённого города, а вскоре после этого и командующим его гарнизоном.

## Первая англо-голландская война
Как представитель голландского дворянства, ван Вассенар был делегирован в Генеральные штаты, чтобы представлять его интересы как один из десяти риддеров (представителей рыцарского сословия в штатах). В 1650 году, когда штатгальтер Вильгельм II Оранский умер, он выступил против провозглашения номинальным штатгальтером его новорождённого сына. Он подкупил представителей дворянства других штатов, пообещав им должности в армии. Его противостояние с домом Оранских базировалось на социально-экономических и религиозных причинах: штатгальтер опирался на класс ремесленников, который в основном состоял из кальвинистов-пуритан. Большинство из семьи ван Вассенаров оставалось католиками и боялось религиозных притеснений. Когда в 1652 году началась Первая англо-голландская война, он, будучи полковником кавалерии, снова был делегирован в Генеральные штаты. Там он поддерживал фракцию Яна де Витта и Корнелиса де Граффа, которые предлагали строить сильный профессиональный объединённый флот в приоритете над армией. Поскольку его отец был адмиралом, он был «делегатом от штатов в Национальный флот», таким образом став ответственным за все торговые сделки между Генеральными штатами и флотом, должность, которая давала много власти.
Ближе к концу войны, в сражении при Схевенингене, главнокомандующий объединённого флота Нидерландов лейтенант-адмирал Мартен Тромп был убит. Вторым по старшинству после него был вице-адмирал Витте де Витт, смелый и опытный моряк, и человек, выглядевший политически благонадёжным, поскольку он не поддерживал фракцию оранжистов. Таким образом, он выглядел как естественный кандидат в наследники Тромпа. Однако де Витт также был очень вздорным человеком, заставив ненавидеть себя всех чинов на флоте от мала до велика. Его назначение могло бы привести к немедленному бунту. Третьим по старшинству был вице-адмирал Йохан Эвертсен, также превосходный храбрый моряк. Кроме того, он пользовался большой симпатией у людей. Однако Эвертсен был командующим зеландским флотом. Голландские капитаны были бы оскорблены, будучи в подчинении у того, кого всегда считали соперником. Хуже того, он был личным другом последнего штатгальтера и был известен как пылкий приверженец плана сделать штатгальтером его несовершеннолетнего сына. Ян де Витт пытался найти более нейтрального кандидата и предложил командование коммодору Михаилу де Рюйтеру. К большому разочарованию де Витта, де Рюйтер отказался. Когда даже мольбы не помогли, Ян де Витт видел лишь один выход из тупика: он приказал ван Вассенару взять командование на себя. Полковник сперва отказался, сильно протестуя, так как он не имел опыта ни в командовании флотом, ни даже кораблём. Однако политическое давление стало слишком сильным и, в конце концов, он согласился.

## Новая тактика
В 1654 году флот Нидерландов получил нового командующего в лице Якоба ван Вассенара Обдама, лейтенант-адмирала Голландии и Западной Фрисландии — и при этом полного дилетанта. Этот человек, не имеющий опыта, теперь должен был решить фундаментальную проблему, с которой столкнулся флот Нидерландов в том столетии: как побеждать противника, имеющего более мощные корабли. Поскольку территориальные воды Голландии были мелководными, вопрос о построении тяжёлых кораблей даже не стоял. Де Витт незадолго до этого убедил Генеральные штаты потратить четыре миллиона гульденов на программу постройки шестидесяти новых боевых кораблей, и хотя они несли до 44 пушек и были в среднем гораздо тяжелее голландских судов последней войны, они оставались лишь немногим больше фрегата по английским стандартам. Типичная тактика против испанских галеонов состояла в прямой атаке по ветру, используя перевес в превосходной маневренности и количестве, а если это не проходило, применялись брандеры и абордаж. Однако против англичан это, как правило, не приносило успеха; они были не менее искусны в этой агрессивной тактике, и у них было очень много кораблей. Мартен Тромп затем попробовал нестрогую линейную тактику, но этот приём вскоре обернулся против него. Роберт Блейк применил строгую линейную тактику, и это для англичан было даже лучше, поскольку у них были более мощные корабли и более профессиональные военные, а голландцы были вынуждены использовать множество вооружённых торговых кораблей.
Изучая Sailing and Fighting Instructions Блейка, ван Вассенар увидел новое решение старой проблемы. Теперь, когда создавался профессиональный голландский военный флот, он определённо должен стать равным по возможностям британскому. Оставалось только устранить неравенство в огневой мощи. Он понял, что это может быть достигнуто отказом от традиционной агрессивной позиции и охватывающей обороны. Хождение линейным строем в защитной подветренной позиции, когда ветер дует со стороны противника, даёт пушкам голландских кораблей больший подъём, а следовательно и большую дальность. Тот же ветер будет уменьшать дальность вражеских кораблей, или даже вынудит их зарыть портики на нижней пушечной палубе, несущей самые тяжёлые орудия. Это стало излюбленным методом ван Вассенара: поражать вражеские корабли с безопасного расстояния, а затем отходить. Был ли уничтожен только противник, или ваш флот тоже понёс потери, было уже несущественно. С их превосходными судостроительными мощностями голландцы могли бы всегда восстанавливаться быстрее. Достаточно было просто держать флот противника неисправным. Голландской торговле больше не мешали бы, и всего несколько сражений могли бы истощить вражескую казну, а у республики всегда было бы достаточно резервов. По мнению ван Вассенара война на море была бы гигантской битвой на истощение, в которой голландцам гарантирована победа.

## Северные войны
В 1655 году Карл X, король Швеции, начал серию агрессивных кампаний (часть Северных войн), намереваясь сделать Швецию доминирующей силой на Балтике. Голландцы увидели в этом угрозу своим жизненным интересам. Хотя на тот момент они были более известны своими разработками в Ост-Индии, фактически торговля на Балтике была более выгодна в абсолютном измерении. Также республика критически зависела от скандинавского леса, чтобы строить корабли, и от польского зерна, чтобы кормить большое городское население.
Когда Карл завоевал Польшу, Амстердам под руководством регента Корнелиса де Граффа поддержал последующее восстание и послал ван Вассенара с флотом освободить Данциг в 1656 году. В 1657 году ван Вассенар блокировал Лиссабон и захватил пятнадцать кораблей португальского сахарного флота, но в 1658 году вынужден был вернуться на Балтику, поскольку ситуация там становилась всё более критической. После неудачи в его польской кампании, Карл переключил своё внимание на Данию и вторгся в Ютландию со стороны Германии. Затем он заключил мир с Фредериком III Датским, но вероломно нарушил его несколькими неделями позже, намереваясь взять Копенгаген штурмом. Это ему не удалось, и он взял в осаду датскую столицу, последнюю часть королевства, оставшуюся под контролем Фредерика.
После долгих размышлений Генеральные штаты решили послать весь имевшийся в распоряжении голландский флот и наёмное войско, чтобы помочь датчанам. 8 ноября 1658 года голландцы нанесли поражение тяжёлым шведским судам в сражении в Эресунне. Вопреки этому успеху, ван Вассенар подвергся сильной критике. В то время как Витте де Витт был убит во время атаки на голландский авангард, ван Вассенар, командующий центром на флагмане Эендрагте, оставался совершенно пассивным, лишь отбивая атаки шведов, придерживаясь своей доктрины. В действительности, у него был приступ подагры и он почти полностью передал командование своему флаг-капитану Эгберту Бартоломеусу Кортенару, который стал настоящим героем этой битвы. Политические противники ван Вассенара сразу же высказали предположение, что адмирал страдал не от подагры, а от отсутствия выдержки, и что он просто запаниковал. Когда голландцы послали новую эскадру и армию освобождать Датские острова в 1659 году, командующим был вице-адмирал де Рюйтер.

## Вторая англо-голландская война
После реставрации Стюартов Карл II Английский стал королём и попытался защитить свои династические интересы, оказывая давление на Генеральные штаты, чтобы сделать штатгальтером своего племянника, впоследствии короля Вильгельма III Оранского. Полагая, что голландцы были ослаблены политическим разделением, английский парламент становился всё более заинтересованным начать войну, чтобы завладеть колониальной империей Нидерландов. Сначала голландцы пытались предотвратить угрозу, подкупив Карла, но вскоре поняли, что он был слишком слабым королём, чтобы сопротивляться давлению английской элиты. В 1664 году стало очевидно, что война неизбежна, и голландцы начали наращивать флот. Выведенные из строя устаревшие корабли с предыдущей войны были вновь зачислены, и в том же году стартовала новая специальная программа строительства, вскоре превращённая в официальный план с затратами в восемь миллионов гульденов для строительства шестидесяти тяжёлых кораблей (так, чтобы полностью заменить ядро флота) в 1665—1667 годах. Военные корабли компании были переведены из Индии. Большие торговые суда были наняты или куплены для перестройки под военные.
В марте 1665 года Англия объявила Вторую англо-голландскую войну. Когда Ян де Витт приказал ему предотвратить вторую английскую блокаду голландского побережья — первая была прервана ввиду недостатка снабжения, Адмиралтейство Англии уже в начале войны имело проблемы с выделением денег — ван Вассенар командовал самым большим флотом за всю историю Нидерландов. Он был очень недоволен этим. По факту он вообще отказался выходить в море. При встрече с де Виттом он указал, что у флота отсутствует единство. Поскольку Средиземноморский флот был послан к Западной Африке под командованием Рюйтера, только половина домашнего флота состояла из профессиональных кораблей, остальные были разнородными судами, или слишком старыми, или слишком новыми, и все экипажи плохо обучены, укомплектованные моряками со всей Скандинавии, Восточной Европы и Азии. Ван Вассенар не представлял, как он будет следовать современной тактике с этой сборной солянкой. Но после яростной перепалки с де Виттом он согласился подчиняться ему и принять командование.
Ван Вассенар вышел в море и вскоре перехватил английский конвой из Гамбурга, захватив девять торговых судов. Де Витт послал письма на флот, но не поздравил ван Вассенара с успехом, а спросил, по какой причине он задержался у голландского побережья и до сих пор не атакует английский флот. Незаслуженно оскорблённый, адмирал направился к английскому побережью. 12 июня он встретил вражеский флот. Но, несмотря на свою позицию с наветренной стороны, он не атаковал, хотя имел четкие указания делать именно так. На следующий день ветер сменился и теперь он вступал в бой с противником, находясь в оборонительной подветренной позиции, пытаясь применить линейную тактику. Но, как он и предсказывал, флот не был готов к сложным манёврам: строй разорвался и флот попал в ловушку английского арьергарда. Лоустофтское сражение стало самым тяжёлым поражением за всю историю флота Нидерландов. Флагманский корабль голландцев «Эендрагт» ввязался в дуэль с его визави «Ройял Чарльз» и был взорван; ван Вассенара не было среди пяти выживших. Один из отчётов утверждает, что перед взрывом его смело с палубы пушечным ядром англичан.
Тяжёлое поражение вызвало национальное возмущение. Пытаясь объяснить поведение командующего, капитан Тьерк Хиддес де Врис, вскоре произведенный в лейтенант-адмиралы Фрисландии, писал о причинах поражения: «В первую очередь, Господь всемогущий лишил нашего главнокомандующего разума — или никогда не давал ему изначально».

## После смерти

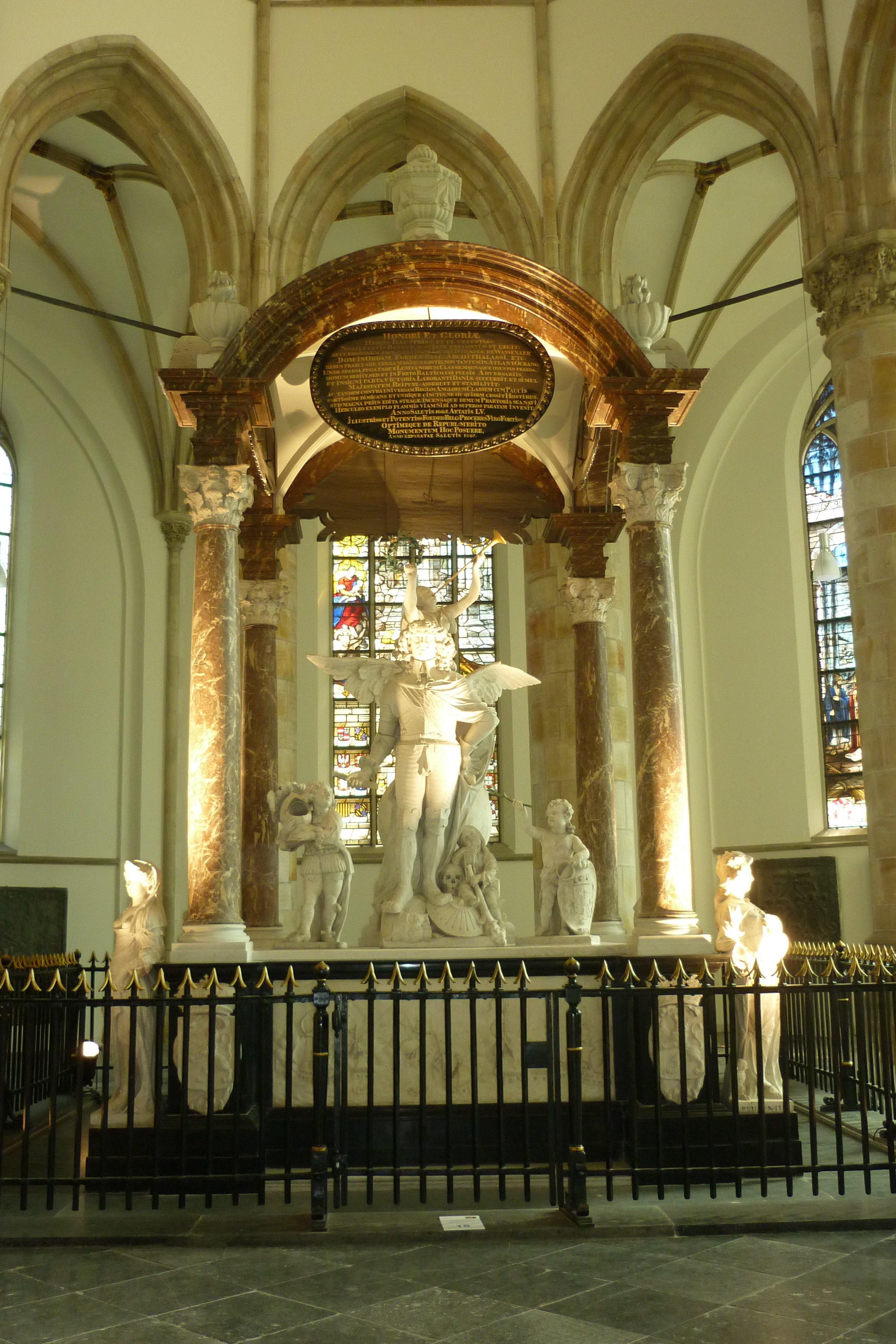
Кенотаф Якобу ван Вассенару Обдаму

Как всякому голландскому адмиралу, погибшему в бою, Якобу ван Вассенару Обдаму был установлен мраморный надгробный памятник, в этом случае, разумеется, кенотаф. Он находится в Гааге, в Старой церкви. Его сын, также названный Якобом ван Вассенаром Обдамом, был командиром в Войне за испанское наследство.